# Brividi (Rossana Casale)
Brividi è una raccolta della cantante italiana Rossana Casale, pubblicata nel 1992.

## Tracce
1. Brividi
2. Destino
3. A che servono gli dei
4. Terra
5. La via dei misteri
6. Un cuore semplice
7. O.S.T. The Burning Shore
8. You're on My Mind (con Carmel McCourt)
9. Aver paura d’innamorarsi troppo
10. In un mondo così
11. Mio nemico
12. Sittin' on the Dock of the Bay